# Ranrike
Ranrike (in norreno Ránríki) fu l'antico nome di una parte della regione di Viken, corrispondente alla Norvegia sud-orientale (Oslofjord) ed alla metà settentrionale dell'attuale provincia svedese di Bohuslän (all'incirca l'Álfheimr della Mitologia norrena). Alcuni dicono che derivi il nome dalla divinità del mare, Rán. Quando si parla di cultura e folklore, si usa questo termine per riferirsi al Bohuslän settentrionale.

## Giordane
Lo studioso gotico Giordane cita due popoli chiamati Aeragnaricii (3.23) e Ranii (3.24) che abitarono la Scandza (Scandinavia). Gli Aeragnaricii appaiono negli elenchi. Di solito li si interpreta come errore di scrittura per *ac ragnaricii, "ed i Ragnaricii". L'ultima parola si offre ad una facile traduzione, essendo composta da due segmenti, riki "regno" e ragna "dei re", che si riferisce agli dei (Ragnarǫk). Entrambi i termini derivano dall'Indoeuropeo *reg-, "comando".
Esistono due possibilità nella traduzione del nome Hålogaland, il nome può significare "terra sacra" o "terra dei sacri". In entrambi i casi, la posizione di Ragnaricii vicino a Raumaricii (Romerike) indica che è probabilmente la stessa cosa di Ranrike, che si crede abbia preso il nome da Rán (Ran-riki, "regno di Ran"). Un'altra interpretazione supporta questa ipotesi: i monti Saevo di Plinio il Vecchio, che probabilmente significano "terra del mare", si riferiscono in parte a Ranrike. Rán è il nome di una divinità pericolosa, che scatenava tempeste e raccoglieva gli annegati nelle sue reti. Questo nome potrebbe quindi essere interpretato come "isola pericolosa". Questa ultima ipotesi, però, è solo speculativa.
Non esiste un'etimologia chiara per Rán. Non essendo stato possibile ricostruire il termine indoeuropeo per "mare", si tende a escludere che fosse di origine indoeuropea. Giordane ci offre un termine ante quem per l'uso di Ragnaricii/Ranii: Uo dei loro re, Rodwulf (dei Ranii), ha lasciato il suo regno per unirsi a Teodorico il Grande a Ravenna.

## Heimskringla
Nel suo Heimskringla, Snorri Sturluson racconta di come salì al trono il re svedese Erik Emundsson, per poi essere sconfitto dal re norvegese Harald il Chiaro, che passò un inverno terrorizzando la provincia dal mare.